# Taisuke Nakamura
Taisuke Nakamura (中村 太亮?, Nakamura Taisuke; Kyoto, 19 luglio 1989) è un ex calciatore giapponese, di ruolo difensore.